# Walerija Walerjewna Sabruskowa
Walerija Walerjewna Sabruskowa (russisch Валерия Валерьевна Забрускова, engl. Transkription Valeriya Zabruskova; * 29. Juli 1975 in Tatarstan) ist eine russische Speerwerferin. Ihre persönliche Bestweite liegt bei 64,49 Metern, aufgestellt im Juni 2003 in Tula.
Sabruskowa wurde bei den Leichtathletik-Weltmeisterschaften 2003 in Paris mit 59,51 m Neunte. Beim Leichtathletik-Weltfinale im gleichen Jahr belegte sie mit 60,67 m Platz sechs. Ein Jahr später wurde sie mit 62,54 m Russische Meisterin im Speerwurf
und schied bei den Olympischen Spielen in Athen mit 57,53 m als 27. der Qualifikation aus. Beim Weltfinale 2004 kam sie mit 58,63 m auf Platz sieben. 2009 schaffte sie es nochmal sich für ein Großereignis zu qualifizieren, schied jedoch bei den Leichtathletik-Weltmeisterschaften in Berlin mit 52,87 m erneut in der Qualifikation aus.
Walerija Sabruskowa ist 1,68 m groß und hat ein Wettkampfgewicht von 75 kg.

## Bestleistungen
- Speerwurf: 64,49 m, 7. Juni 2003, Tula